# Подскрајник
Подскрајник (словен. Podskrajnik) је насељено место у општини Церкница, Приморско-нотрањска регија, Словенија.

## Историја
До територијалне реорганизације у Словенији био је у саставу старе општине Церкница.

## Становништво
У попису становништва из 2011. године, Подскрајник је имао 85 становника.
| Број становника према пописима | Број становника према пописима | Број становника према пописима |
| ------------------------------ | ------------------------------ | ------------------------------ |
| 1991                           | 2002                           | 2011                           |
| 46                             | 54                             | 85                             |

Напомена: Године 2009. повећана за делове насеља Церкница и Зелше.

## Галерија
- детаљ индустријске зоне
- детаљ индустријске зоне